# 赫爾托佩
赫爾托佩（羅馬化：Hertopy）是位於烏克蘭西南部敖德萨州波迪利斯克區庫亞利尼克市鎮的村莊。該村始建於1838年，面積0.27平方公里，海拔高度163米，2001年人口85，人口密度每平方公里314.81人。